# Wioślarstwo na Letnich Igrzyskach Olimpijskich 2020 – czwórka podwójna mężczyzn
Rywalizacja w czwórce podwójnej mężczyzn w wioślarstwie na Letnich Igrzyskach Olimpijskich 2020 rozgrywana była między 23 a 28 lipca na Sea Forest Waterway.
Do zawodów zgłoszonych zostało 10 osad.

## Terminarz
Wszystkie godziny podane są w czasie brazylijskim (UTC+09:00).
| Data          | Godzina     |                  |
| Data          | UTC-03:00   |                  |
| ------------- | ----------- | ---------------- |
| 23 lipca 2021 | 11:30       | Eliminacje       |
| 25 lipca 2021 | 10:40       | Repasaże         |
| 28 lipca 2021 | 08:50 10:30 | Finały B Finał A |

## Wyniki

### Eliminacje
Do finału  awansowałya dwie pierwsze osady z każdego biegu. Pozostałe osady wzięły udział w repasażach.
Bieg 1
| Pozycja | Tor | Zawodnik                                                                     | Reprezentacja   | Czas    | Uwagi |
| ------- | --- | ---------------------------------------------------------------------------- | --------------- | ------- | ----- |
| 1.      | 5   | Dirk Uittenbogaard Abe Wiersma Tone Wieten Koen Metsemakers                  | Holandia        | 5:39,80 | FA    |
| 2.      | 4   | Jack Cleary Caleb Antill Cameron Girdlestone Luke Letcher                    | Australia       | 5:41,54 | FA    |
| 3.      | 2   | Harry Leask Angus Groom Tom Barras Jack Beaumont                             | Wielka Brytania | 5:42,01 |       |
| 4.      | 1   | Yi Xudi Zang Ha Liu Dang Zhang Quan                                          | Chiny           | 5:43,44 |       |
| 5.      | 3   | Armandas Kelmelis Martynas Džiaugys Dovydas Nemeravičius Dominykas Jančionis | Litwa           | 6:03,07 |       |

Bieg 2
| Pozycja | Tor | Zawodnik                                                          | Reprezentacja | Czas    | Uwagi |
| ------- | --- | ----------------------------------------------------------------- | ------------- | ------- | ----- |
| 1.      | 2   | Dominik Czaja Wiktor Chabel Szymon Pośnik Fabian Barański         | Polska        | 5:39,25 | FA    |
| 2.      | 3   | Simone Venier Andrea Panizza Luca Rambaldi Giacomo Gentili        | Włochy        | 5:39,28 | FA    |
| 3.      | 1   | Jüri-Mikk Udam Allar Raja Tonu Endrekson Kaspar Taimsoo           | Estonia       | 5:47,12 |       |
| 4.      | 4   | Martin Helseth Olaf Tufte Oscar Stabe Helvig Erik André Solbakken | Norwegia      | 5:49,02 |       |
| 5.      | 5   | Tim Ole Naske Karl Schulze Hans Gruhne Max Appel                  | Niemcy        | 5:50,11 |       |

### Repasaże
Dwie pierwsze osady awansowały do finału A, pozostałe osady awansowały do finału B.
| Pozycja | Tor | Zawodnik                                                                     | Reprezentacja   | Czas    | Uwagi |
| ------- | --- | ---------------------------------------------------------------------------- | --------------- | ------- | ----- |
| 1.      | 3   | Harry Leask Angus Groom Tom Barras Jack Beaumont                             | Wielka Brytania | 5:55,91 | FA    |
| 2.      | 4   | Jüri-Mikk Udam Allar Raja Tonu Endrekson Kaspar Taimsoo                      | Estonia         | 5:56,52 | FA    |
| 3.      | 2   | Yi Xudi Zang Ha Liu Dang Zhang Quan                                          | Chiny           | 5:56,86 |       |
| 4.      | 5   | Martin Helseth Olaf Tufte Oscar Stabe Helvig Erik André Solbakken            | Norwegia        | 6:02,85 |       |
| 5.      | 1   | Tim Ole Naske Karl Schulze Hans Gruhne Max Appel                             | Niemcy          | 6:02,86 |       |
| 6.      | 6   | Armandas Kelmelis Martynas Džiaugys Dovydas Nemeravičius Dominykas Jančionis | Litwa           | 6:14,73 |       |

### Finały
Finał B
| Pozycja | Tor | Zawodnik                                                                     | Reprezentacja | Czas    | Uwagi |
| ------- | --- | ---------------------------------------------------------------------------- | ------------- | ------- | ----- |
| 1.      | 3   | Yi Xudi Zang Ha Liu Dang Zhang Quan                                          | Chiny         | 5:46,07 |       |
| 2.      | 4   | Tim Ole Naske Karl Schulze Hans Gruhne Max Appel                             | Niemcy        | 5:46,78 |       |
| 3.      | 2   | Martin Helseth Olaf Tufte Oscar Stabe Helvig Erik André Solbakken            | Norwegia      | 5:47,34 |       |
| 4.      | 1   | Armandas Kelmelis Martynas Džiaugys Dovydas Nemeravičius Dominykas Jančionis | Litwa         | 5:51,64 |       |

Finał A
| Pozycja | Tor | Zawodnik                                                    | Reprezentacja   | Czas    | Uwagi |
| ------- | --- | ----------------------------------------------------------- | --------------- | ------- | ----- |
| złoto   | 4   | Dirk Uittenbogaard Abe Wiersma Tone Wieten Koen Metsemakers | Holandia        | 5:32,03 |       |
| srebro  | 1   | Harry Leask Angus Groom Tom Barras Jack Beaumont            | Wielka Brytania | 5:33,75 |       |
| brąz    | 5   | Jack Cleary Caleb Antill Cameron Girdlestone Luke Letcher   | Australia       | 5:33,97 |       |
| 4.      | 3   | Dominik Czaja Wiktor Chabel Szymon Pośnik Fabian Barański   | Polska          | 5:34,27 |       |
| 5.      | 2   | Simone Venier Andrea Panizza Luca Rambaldi Giacomo Gentili  | Włochy          | 5:37,29 |       |
| 6.      | 6   | Jüri-Mikk Udam Allar Raja Tonu Endrekson Kaspar Taimsoo     | Estonia         | 5:38,58 |       |